# Irmã Dulce Pontes
Irmã Dulce Pontes, S.M.I.C. (26. května 1914, Salvador – 13. března 1992, tamtéž) byla brazilská římskokatolická řeholnice Kongregace misijních sester Neposkvrněného početí Matky Boží, zakladatelka charitativní instituce Obras Sociais Irmã Dulce. Katolická církev ji uctívá jako světici.

## Život

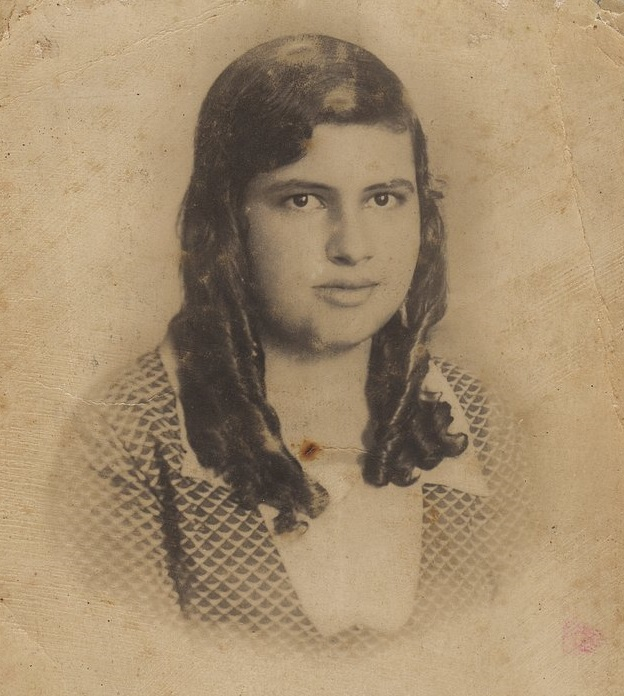
Fotografie asi z roku 1927

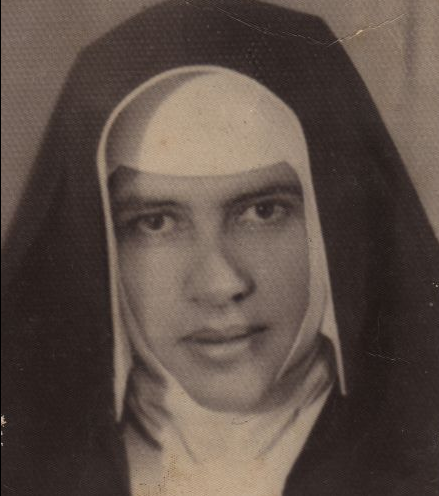
Fotografie pořízená okolo roku 1935

Narodila se v brazilském městě Salvador dne 26. května 1914 rodičům Augustu Lopesu Pontes a Dulce Marii de Souza Brito Lopes Pontes. Pokřtěna byla dne 13. prosince 1914. Roku 1921 jí zemřela matka. První svaté přijímání přijala roku 1922. Toužila se stát řeholnicí. Dne 20. srpna 1932 přijala svátost biřmování z rukou arcibiskupa (a pozdějšího kardinála) Augusta Álvara da Silva.
Roku 1933 zahájila noviciát u Kongregace misijních sester Neposkvrněného početí Matky Boží. Své slavné řeholní sliby složila po šesti měsících noviciátu dne 13. srpna 1933. Jejím duchovním vzorem byla sv. Terezie z Lisieux.

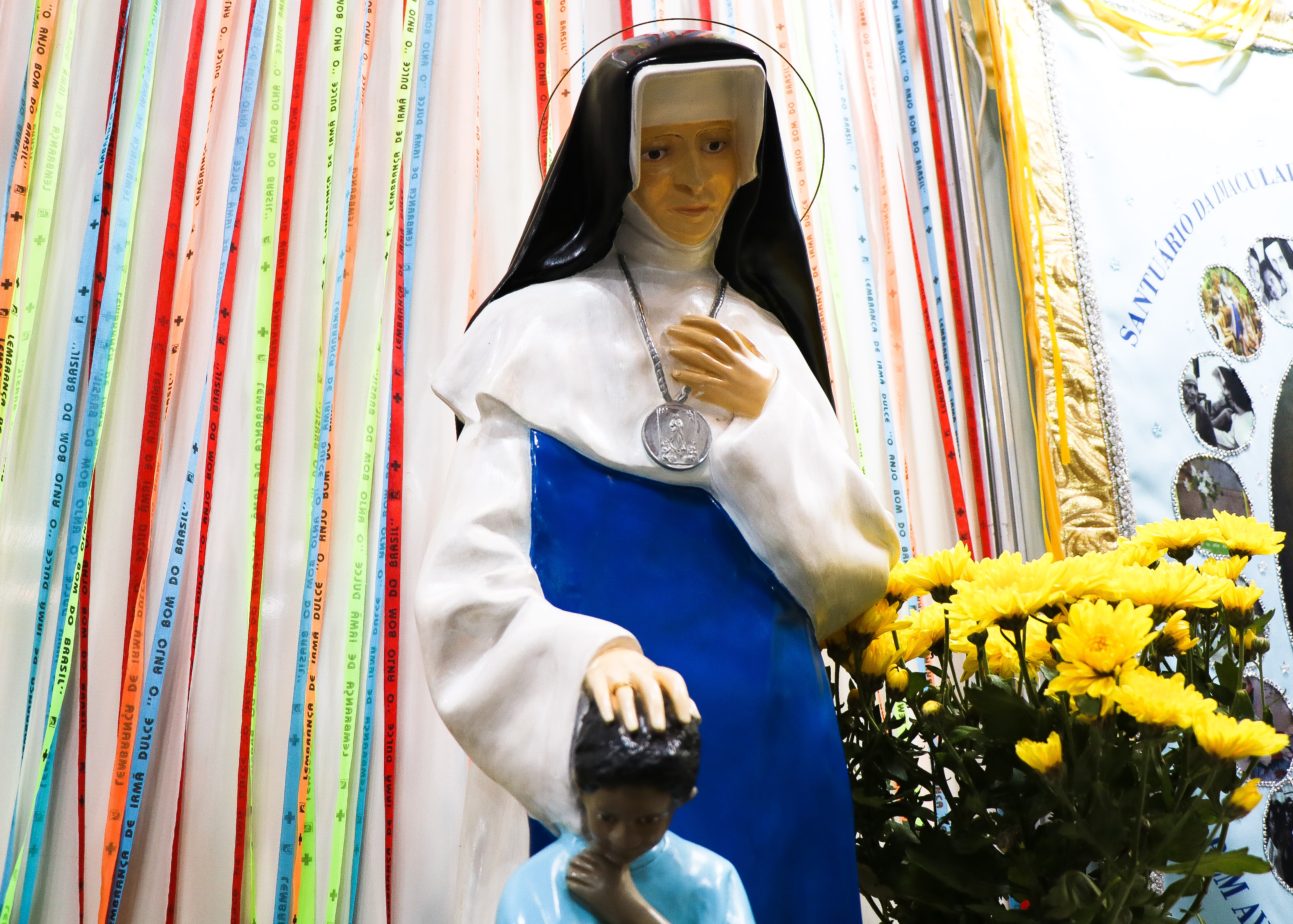
Soška

Roku 1935 se stala učitelkou na dívčí internátní škole. Začala také (zejména charitativně) pomáhat potřebným. Věnovala se ve velké míře dělníkům, pro které roku 1936 založila vůbec první dělnické katolické hnutí. Dne 11. června 1947 spoluzaložila klášter své kongregace, jehož byla zvolena první představenou. Dne 26. května 1959 založila charitativní instituci Obras Sociais Irmã Dulce, jež má za úkol péči o chudé v odlehlých vesnicích.
Roku 1979 se setkala se sv. Terezií z Kalkaty při její návštěvě Brazílie. Dne 7. června 1980 se poprvé setkala s papežem sv. Janem Pavlem II. Nadále se věnovala charitativní činnosti, zakládala nemocnice i dobročinné spolky.
Roku 1988 byla za podpory tehdejšího brazilského prezidenta José Sarneyho nominována na Nobelovu cenu míru.
Dne 11. listopadu 1990 byla hospitalizována pro dýchací potíže. Dne 20. října 1991 se podruhé setkala se sv. Janem Pavlem II. Zemřela dne 13. března 1992 ve městě Salvador.

## Úcta
Její beatifikační proces byl zahájen dne 17. ledna 2000. Papež Benedikt XVI. ji dne 3. dubna 2009 podepsáním dekretu o jejích hrdinských ctnostech prohlásil za ctihodnou. Dne 9. července 2010 bylo v rámci beatifikačního procesu její tělo exhumováno, přičemž bylo zjištěno, že je stále neporušeno. Dne 10. prosince 2010 byl uznán první zázrak na její přímluvu, potřebný pro její blahořečení.
Blahořečena pak byla dne 22. května 2011 v Salvadoru. Obřadu předsedal jménem papeže Benedikta XVI. kardinál Geraldo Majella Agnelo. Dne 14. května 2019 byl uznán druhý zázrak na její přímluvu, potřebný pro její svatořečení. Svatořečena pak byla v bazilice sv. Petra dne 13. října 2019 papežem Františkem.
Její památka je připomínána 13. srpna. Je zobrazována v řeholním oděvu.